# Военно-воздушные силы Индии
Вое́нно-возду́шные си́лы И́ндии (хинди भारतीय वायु सेना, англ. Indian Air Force; Bhartiya Vāyu Senā) — вид вооружённых сил Индии. По количеству самолётов находятся на четвёртом месте среди крупнейших военно-воздушных сил мира (после США, России и Китая).
Военно-воздушные силы Индии были созданы 8 октября 1932 года, а первая эскадрилья появилась в их составе 1 апреля 1933 года. Они сыграли важную роль в боевых действиях на бирманском фронте в ходе Второй мировой войны. В 1945—1950 годах ВВС Индии носили приставку «королевские». Индийская авиация приняла активное участие в войнах с Пакистаном, а также в ряде более мелких операций и конфликтов.
На 2007 год ВВС Индии располагали более чем 1130 боевыми и 1700 вспомогательными самолётами и вертолётами. Серьёзной проблемой является высокий уровень аварийности. С начала 1970-х по начало 2000-х годов индийские ВВС ежегодно теряли в среднем 23 самолёта и вертолёта. Наибольшее число лётных происшествий приходится на советские истребители МиГ-21 индийского производства, составляющие основу авиапарка ВВС Индии и заработавшие себе репутацию «летающих гробов» и «вдоводелов». С 1971 по апрель 2012 года разбились 482 МиГа (более половины из 872 полученных).

## История
Военно-воздушные силы Индии находятся на четвёртом месте в мире по численности после США, России и Китая. Датой создания ВВС Индии считается 8 октября 1932 года, когда в Русалпуре, который сейчас находится на территории Пакистана, колониальная администрация Великобритании приступила к формированию первой «национальной» авиационной эскадрильи RAF из числа местных лётчиков. Эскадрилья была организована лишь через полгода — 1 апреля 1933 года.
Военно-воздушные силы Республики Индия, получившей независимость в 1947 году, были сформированы сразу после обретения суверенитета. 
С первых дней индийским ВВС приходилось отстаивать интересы страны в кровопролитных сражениях с Пакистаном и Китаем. С 1947 по 1971 год произошли три индо-пакистанских войны, непосредственным участником которых была авиация двух вновь созданных государств.
В апреле 2023 года Министерство обороны Индии сообщило о том, что вооруженные силы страны сократили количество запланированных для приобретения у США боевых БПЛА MQ-1 Predator с 30 до 18 единиц.
В сентябре 2023 года в правительстве Индии завили, что ВВС получат на вооружение 6 разведывательных самолетов собственного производства для усиления наблюдения за границами с КНР и Пакистаном. По словам официальных лиц, программа по закупке разведывательных самолетов займет еще от 5 до 10 лет.
Военно-воздушные силы Индии реализуют программу модернизации парка вертолетов, в рамках которой на вооружение страны поступят более 300 машин различных типов. Сообщается, что Вооруженные силы Индии получат 126 легких многоцелевых вертолетов, 156 легких боевых вертолетов, шесть ударных вертолетов «Апач», которые поступят из США в начале 2024 года, и 25 усовершенствованных легких вертолетов. Одна из главных целей масштабных закупок — замена устаревших вертолетов «Читах» и «Четак». Этот процесс должен начаться в 2027 году.

## Организационная структура
ВВС Индии, помимо авиации, включают в себя также подразделения противовоздушной обороны (ПВО), радиоэлектронной борьбы, космических войск. Руководство ВВС осуществляет начальник штаба. Штаб ВВС состоит из отделов: оперативного, планирования, боевой подготовки, разведки, радиоэлектронной борьбы (РЭБ), метеорологического, финансового и связи.
Штабу подчинены пять воздушных командований, осуществляющих руководство подразделениями на местах:
- Западное (г. Дели);
- Центральное (г. Аллахабад);
- Восточное (г. Шиллонг);
- Южное (г. Тривандрам);
- Юго-западное (г. Гандинагар).

Также имеются два вспомогательных командования: технического обеспечения (г. Нагпур) и учебное (г. Бангалор).
Командованиям подчинены авиационные крылья. Крыло — формирование, промежуточное между командованием и эскадрильей. Обычно крыло состоит из двух или трёх эскадрилий ВВС и вертолётных отрядов (Helicopter Unit), а также передовых баз поддержки подразделений (forward base support units). Базы не имеют и не размещают никаких эскадрилий или вертолётных подразделений, но действуют как транзитные авиабазы для выполнения обычных операций. Во время войны они могут стать полноценными авиабазами, принимающими различные эскадрильи. Всего в ВВС насчитывается около 47 авиакрыльев и 19 передовых баз поддержки подразделений. Крыльями обычно командует воздушный коммодор (air commodore).
Основным тактическим формированием является эскадрилья. ВВС имеют 30 эскадрилий боевой авиации, не считая транспортных, разведывательных, вертолётных, учебных, беспилотных.

## Пункты базирования
Индия обладает развитой аэродромной сетью. Основные военные аэродромы расположены вблизи городов: Удхампур, Лех, Джамму, Сринагар, Амбала, Адампур, Халвара, Чандигарх, Патханкот, Сирса, Малаут, Дели, Пуна, Бхудж, Джодхпур, Барода, Сулур, Тамбарам, Джорхат, Тезпур, Хашимара, Багдогра, Барркпур, Агра, Барейли, Горакхпур, Гвалиор и Калайкунда.
В Таджикистане располагается единственная военная база Индии «Фархор», расположенная вне её государственных границ.

## Вооружение и военная техника

### Самолёты
| Изображение                                     | Тип                                             | Производство                     | Назначение                                    | Количество | Примечания |
| ----------------------------------------------- | ----------------------------------------------- | -------------------------------- | --------------------------------------------- | ---------- | --- |
|                                                 | МиГ-29/29УПГМиГ-29УБ                            | СССР                             | Многоцелевой истребитель                      | 517        | |
|                                                 | Mirage 2000E/I (2000H)Mirage 2000ED/IT (2000TH) | Франция · Индия                  | Истребитель-бомбардировщик                    | 359        | |
|                                                 | Су-30МКИ                                        | Россия · Индия                   | Истребитель-бомбардировщик                    | 261        | Всего заказано 272 машины. Поставляются с 2002 года. В рамках трёх контрактов Россия продала Индии 230 комплектов для лицензионной сборки на общую сумму 8,5 млрд долларов.                              |
|                                                 | Rafale                                          | Франция                          | Истребитель-бомбардировщик                    | 28         | Заказано 114 |
|                                                 | HAL Tejas                                       | Индия                            | Истребитель-бомбардировщик                    | 37         | Планируется заказать 294 Tejas Mk I и Mk II (14 эскадрилий) для замены МиГ-21 и МиГ-27. |
|                                                 | МиГ-21МиГ-21У/УМ                                | СССР                             | Истребитель-бомбардировщик                    | 4037       | |
|                                                 | HAL Jaguar IBHAL Jaguar ISHAL Jaguar IM         | Франция · Индия · Великобритания | Штурмовик                                     | 237710     | Всего 110 |
| Самолёты дальнего радиолокационного обнаружения |                                                 |                                  |                                               |            | |
|                                                 | А-50ЭИ                                          | СССР · Индия                     | самолёт ДРЛО                                  | 3          | В 2003 году был заключён контракт на поставку 3 А-50ЭИ, который был выполнен в 2010 году. В 2010 году ВВС Индии подали заявку на покупку второй партии из 9 А-50ЭИ, но контракт заключен не был.         |
|                                                 | EMB-145I Netra                                  | Бразилия · Индия                 | самолёт ДРЛО                                  | 2          | |
|                                                 | Gulfstream IV SRA-4                             | США · Израиль                    | Самолёт РЭР и РЭБ                             | 3          | |
| Транспортные и специальные самолёты             |                                                 |                                  |                                               |            | |
|                                                 | Ил-78MKИ                                        | СССР                             | Самолёт-заправщик                             | 6          | Контрактом предусмотрена поставка 20 топливозаправщиков |
|                                                 | Ил-76МД                                         | СССР                             | Транспортный самолёт                          | 17         | |
|                                                 | C-17 Globemaster III                            | США                              | Транспортный самолёт                          | 11         | В июне 2011 года подписан контракт на поставку 10 C-17 «Глоубмастер-3» (с опционом на 6 самолётов) к июлю 2014 года.                                                                                     |
|                                                 | C-130J-30 Hercules                              | США                              | Транспортный самолёт                          | 12         | |
|                                                 | Ан-32REАн-32                                    | Украина · СССР                   | Транспортный самолёт                          | 4557       | В июне 2009 года был подписан контракт на сумму $400 млн, согласно которому, 40 Ан-32 отремонтированы и модернизированы на Украине, а остальные 65 — на авиаремонтном заводе «BRD-1» ВВС Индии в Канпуре |
|                                                 | HAL Do 228—201                                  | Индия                            | Транспортный самолёт                          | 35         | |
|                                                 | Boeing 707Boeing 737Boeing 737BBJ               | США                              | Пассажирский самолет                          | 143        | |
|                                                 | HS 748                                          | Великобритания                   | Пассажирский самолет                          | 56         | |
|                                                 | Embraer ECJ-135 Legacy                          | Бразилия                         | Транспортный самолёт административный самолёт | 4          | |
| Учебные самолёты                                |                                                 |                                  |                                               |            | |
|                                                 | BAE Hawk Mk.132                                 | Великобритания · Индия           | учебно-тренировочный                          | 101        | |
|                                                 | HJT-16 Kiran MkI/IAHJT-16 Kiran MkII            | Индия                            | учебно-тренировочный                          | 9042       | |
|                                                 | PC-7 Turbo Trainer MkII                         | Швейцария · Индия                | учебно-тренировочный                          | 75         | |

### Вертолёты
| Изображение | Тип                            | Производство    | Назначение                    | Количество | Примечания                            |
| ----------- | ------------------------------ | --------------- | ----------------------------- | ---------- | ------------------------------------- |
|             | AH-64E Apache Guardian         | США             | Ударный вертолёт              | 24         |                                       |
|             | Ми-35Ми-25                     | СССР            | Ударный вертолёт              | 17         | Заменяется на AH-64 Apache и HAL LCH. |
|             | HAL Rudra                      | Индия           | транспортно-боевой вертолёт   | 16         |                                       |
|             | HAL Dhruv                      | Индия           | многоцелевой вертолёт         | 59         |                                       |
|             | Ми-17Ми-17-1ВМи-17В-5          | СССР · Россия   | многоцелевой вертолёт         | 3545148    |                                       |
|             | HAL SA315B                     | Индия           | многоцелевой вертолёт         | 59         | Заменяется на Ка-226T.                |
|             | Aérospatiale SA 316BHAL SA316B | Франция · Индия | многоцелевой вертолёт         | 39         | Заменяется на Ка-226T.                |
|             | Ми-26                          | СССР            | тяжёлый транспортный вертолёт | 3          | В резерве.                            |
|             | Boeing CH-47 Chinook           | США             | тяжёлый транспортный вертолёт | 15         |                                       |

### Беспилотные летательные аппараты
| Изображение | Тип           | Производство | Назначение                          | Количество | Примечания |
| ----------- | ------------- | ------------ | ----------------------------------- | ---------- | ---------- |
|             | Heron         | Израиль      | Тяжёлый БЛА                         | 9          |            |
|             | Searcher MkII | Израиль      | Средний разведывательно-ударный БЛА | н/д        |            |

### Комплексы ПВО
| Изображение                 | Тип                         | Производство                | Назначение                                   | Количество                  | Примечания                     |
| Зенитные ракетные комплексы | Зенитные ракетные комплексы | Зенитные ракетные комплексы | Зенитные ракетные комплексы                  | Зенитные ракетные комплексы | Зенитные ракетные комплексы    |
| --------------------------- | --------------------------- | --------------------------- | -------------------------------------------- | --------------------------- | ------------------------------ |
|                             | С-400                       | Россия                      | Зенитный ракетный комплекс                   | 24                          |                                |
|                             | Акаш                        | Индия                       | Зенитный ракетный комплекс средней дальности | н/д                         |                                |
|                             | С-125 «Нева»                | СССР                        | Зенитный ракетный комплекс средней дальности | н/д                         | Заменяется на Акаш.            |
|                             | Spyder-SR                   | Израиль                     | Зенитный ракетный комплекс малой дальности   | н/д                         |                                |
|                             | 9K33 Osa-AK                 | СССР                        | Зенитный ракетный комплекс малой дальности   | н/д                         | Заменяется на Barak 8/ LR-SAM. |
|                             | 9K38 Igla                   | СССР                        | Переносной зенитный ракетный комплекс        | н/д                         |                                |

## Орбитальная группировка
Индия поддерживает на полярных орбитах 40+ действующих спутников съёмки Земли.

## Опознавательные знаки

Флаг ВВС Индии с 1951 года до 2023 года

Опознавательный знак
Знак на киль

### Эволюция опознавательных знаков
| Опознавательный знак | Знак на фюзеляж | Знак на киль | Когда использовался | Порядок нанесения |
| -------------------- | --------------- | ------------ | ------------------- | ----------------- |
|                      |                 |              |                     |                   |
|                      |                 |              |                     |                   |
|                      |                 |              | 1947―1948 гг.       |                   |
|                      |                 |              | с 1948 года         |                   |

## Знаки различия
Английский язык является официальным в вооружённых силах Индии. Все воинские звания существуют только на английском и никогда не переводятся ни на один из индийских языков. Британская система воинских званий используется в Вооружённых силах Индии практически без изменений.

## Галерея

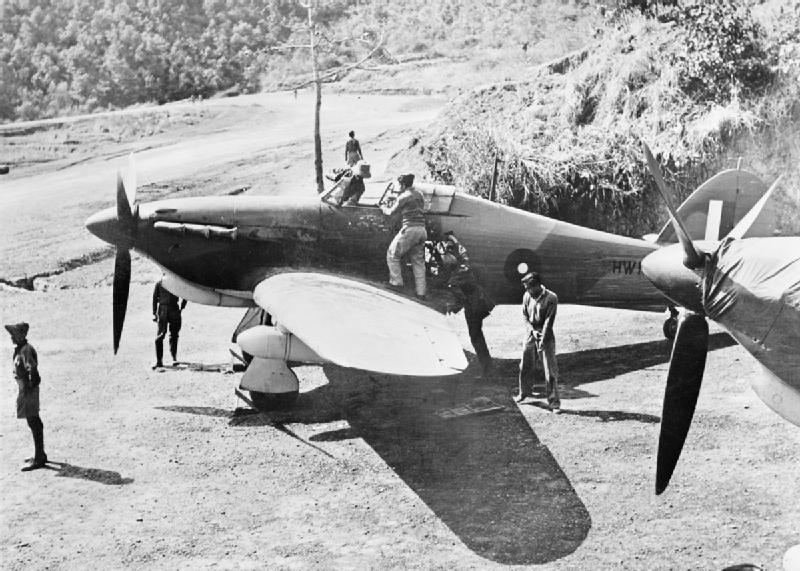
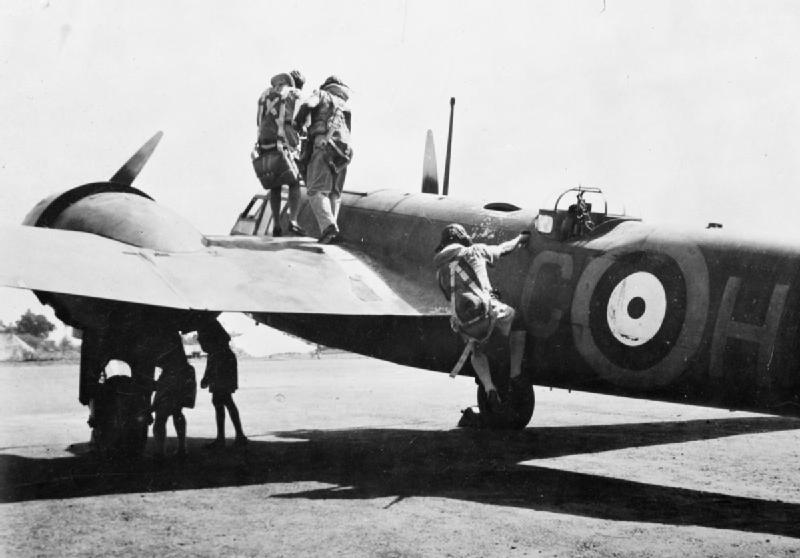
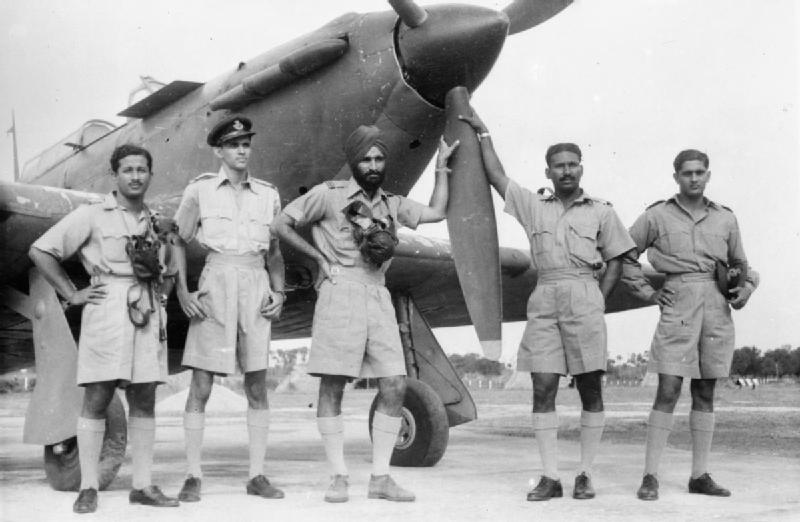
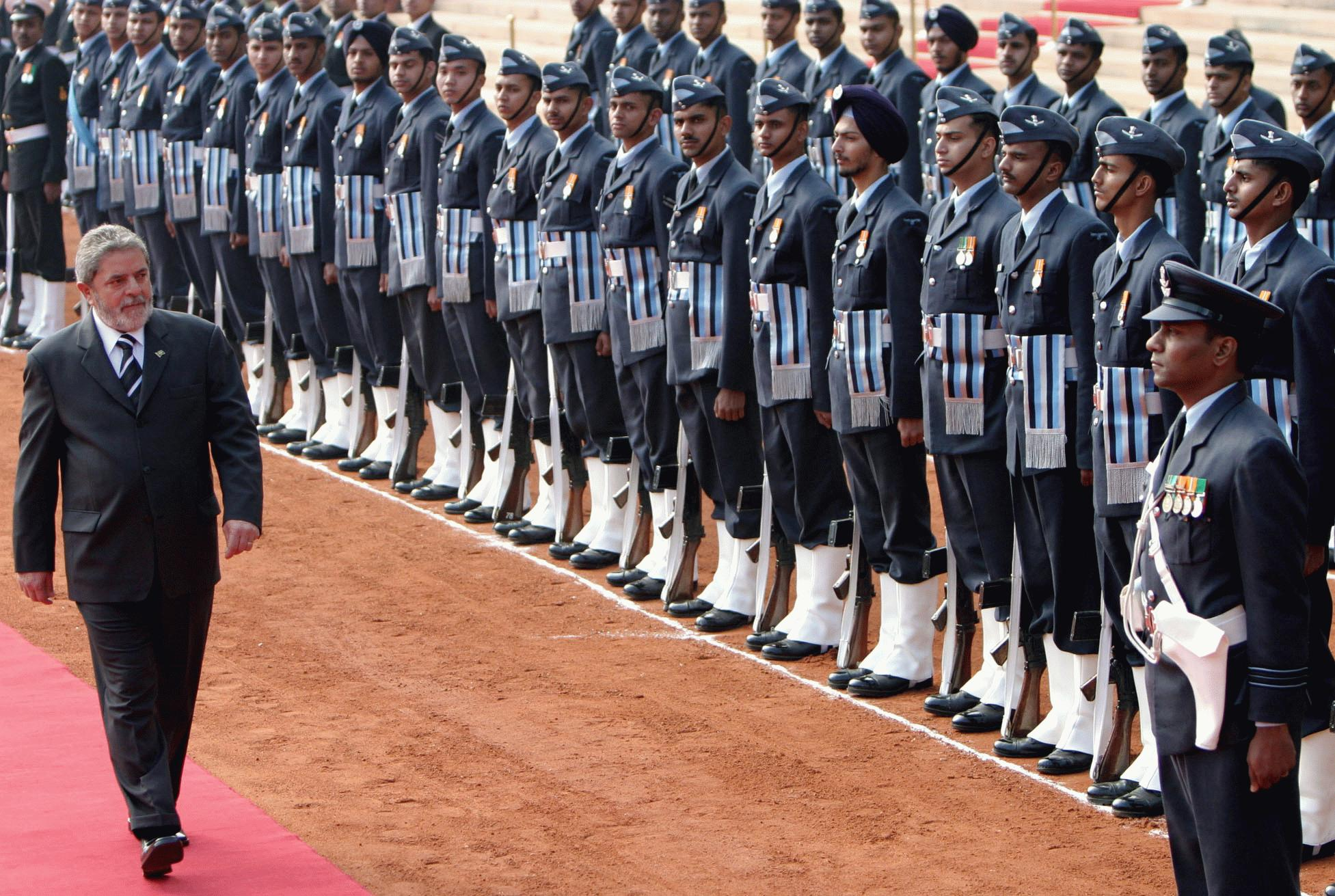
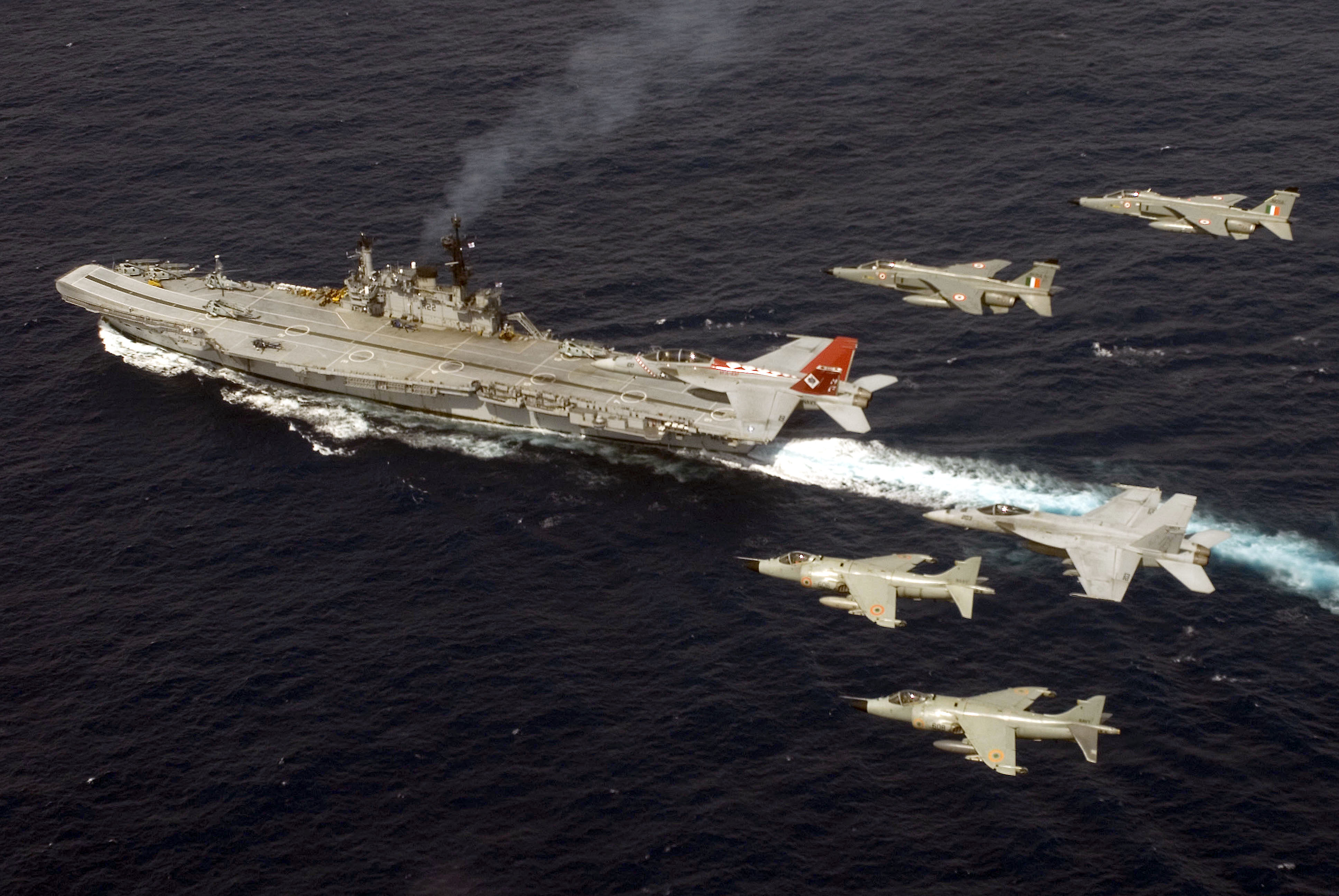
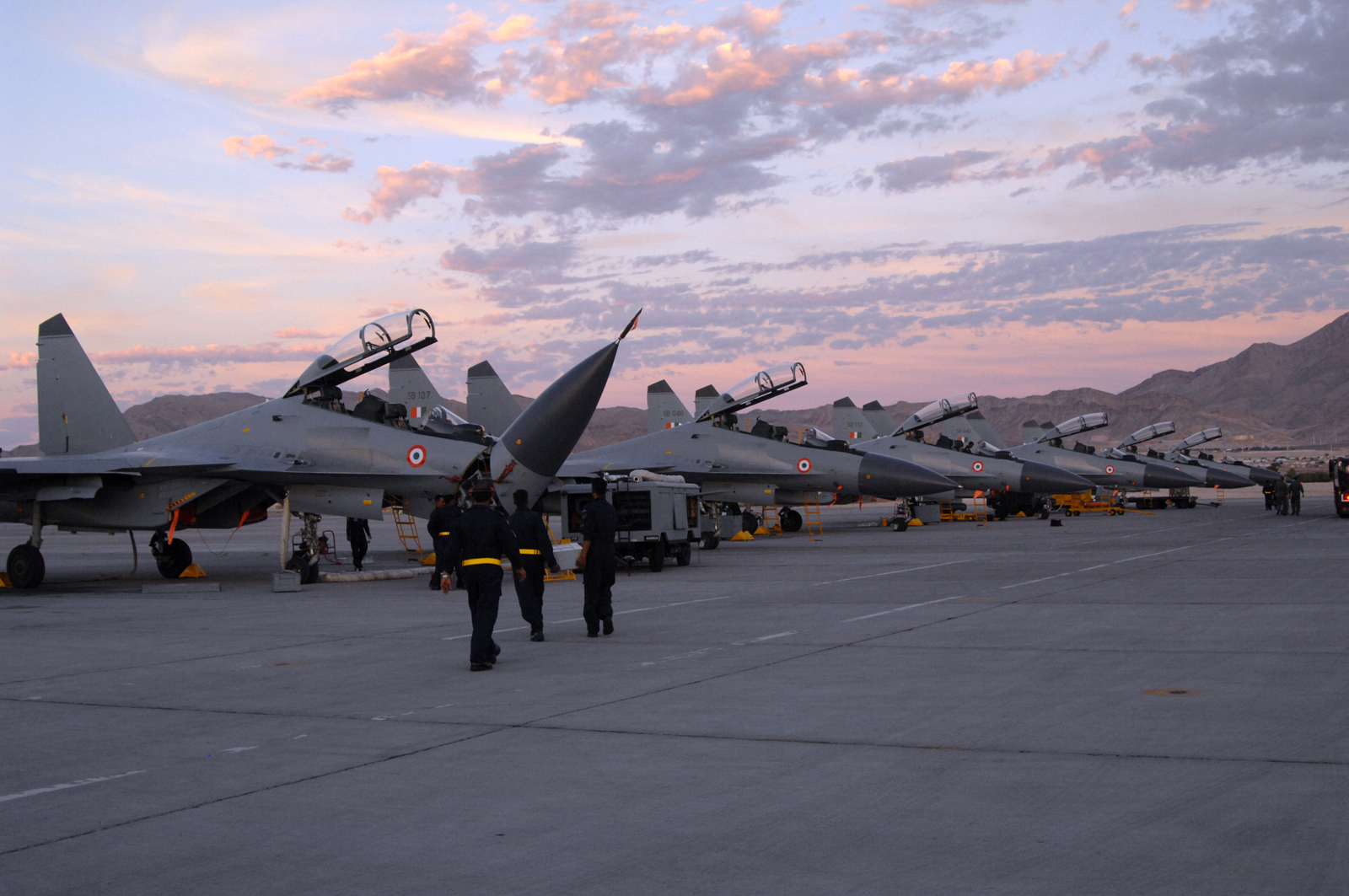
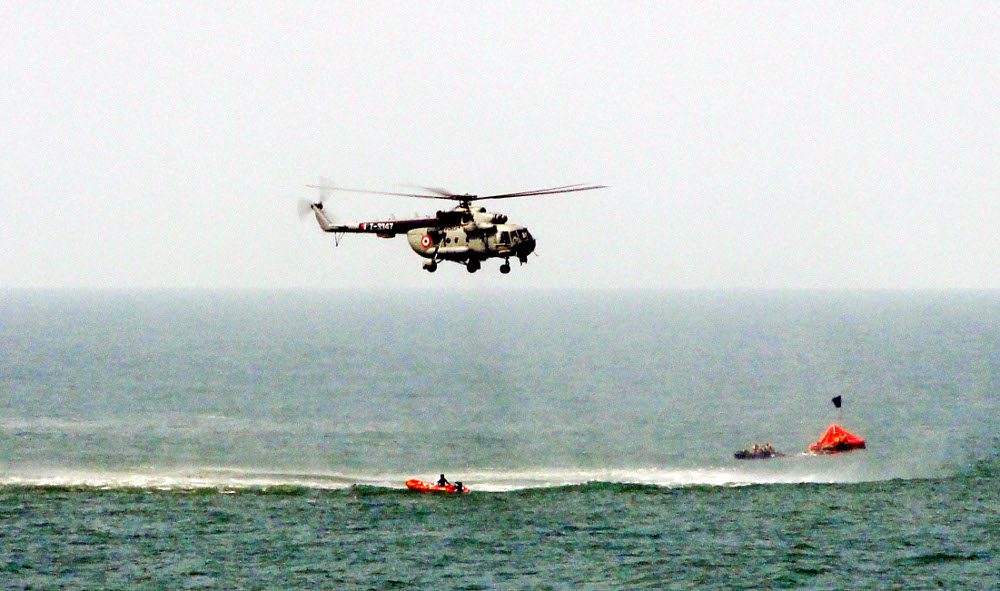
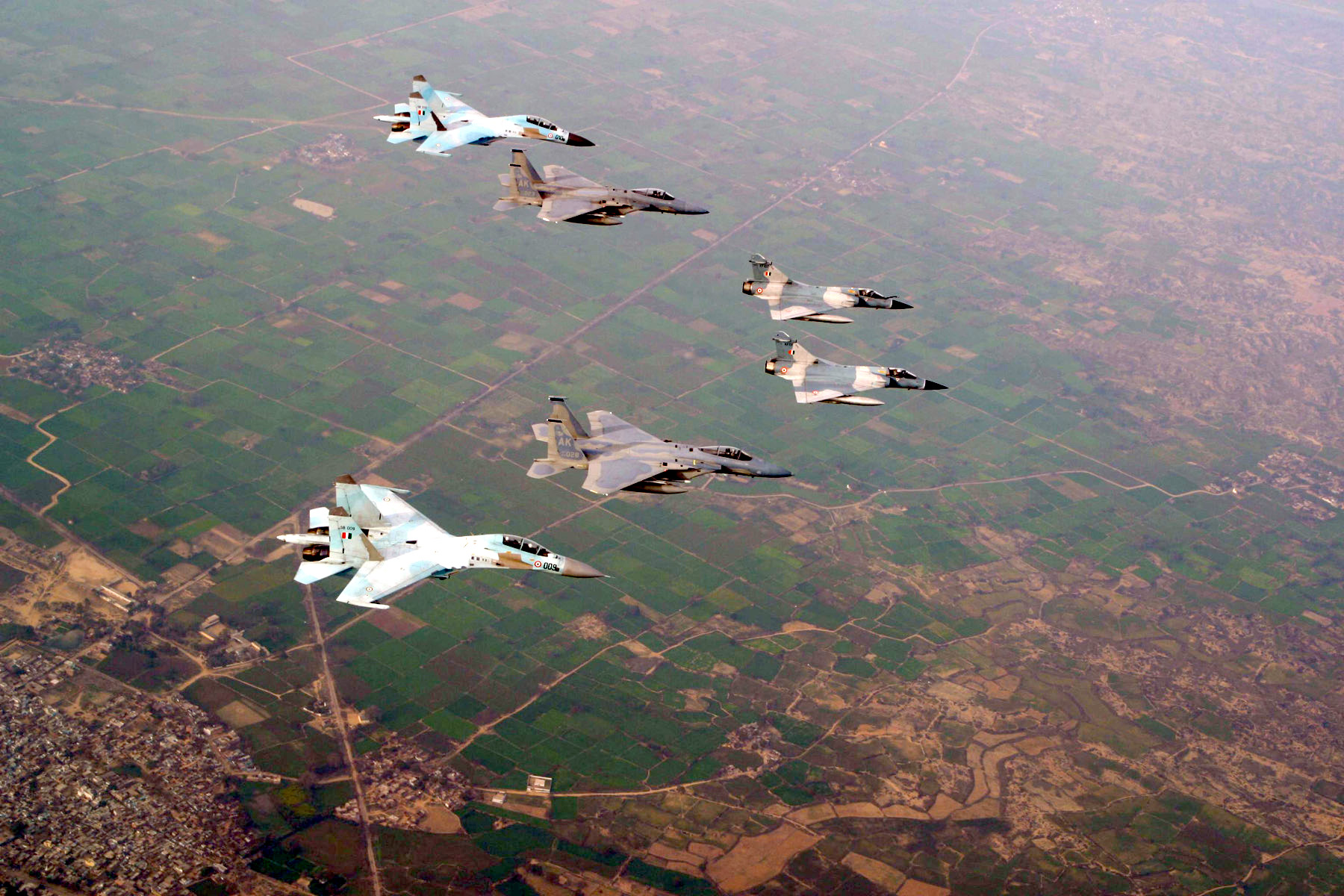
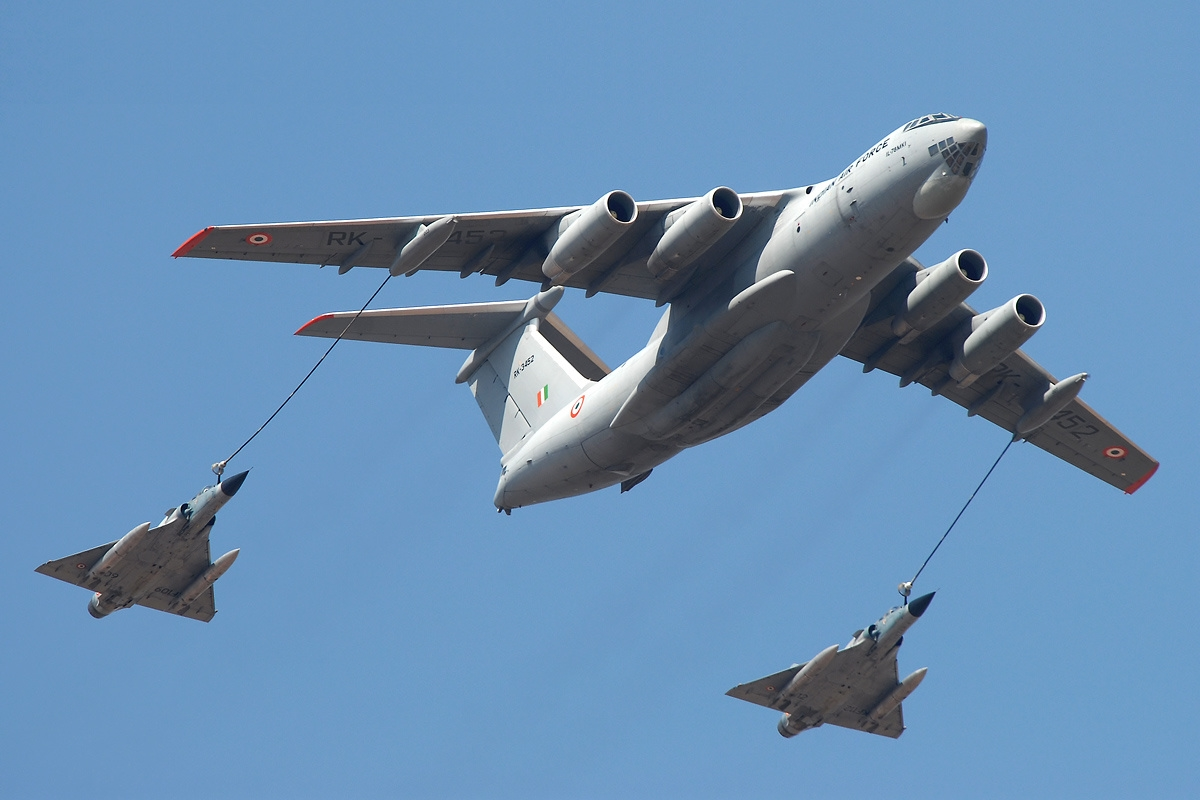
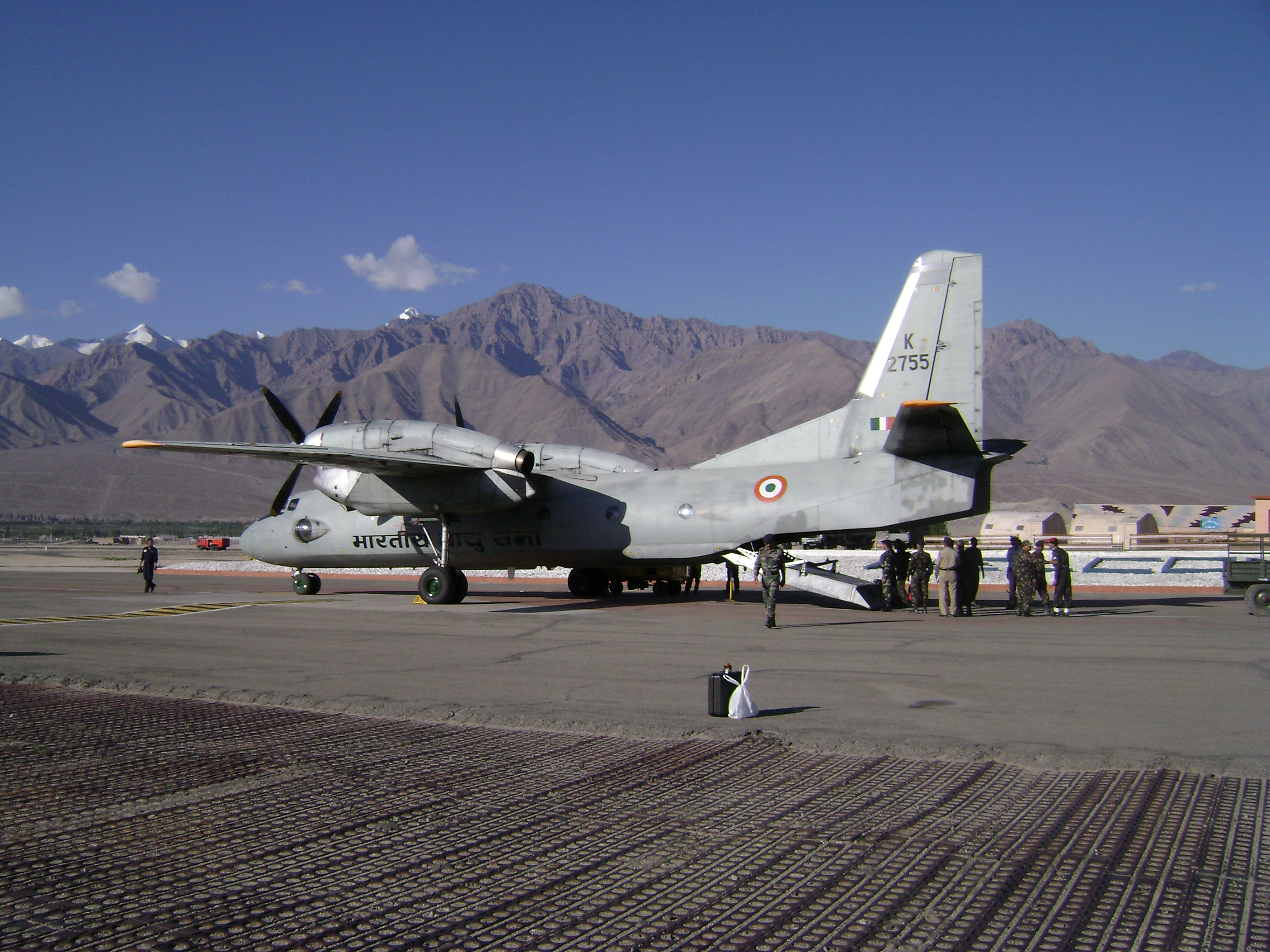
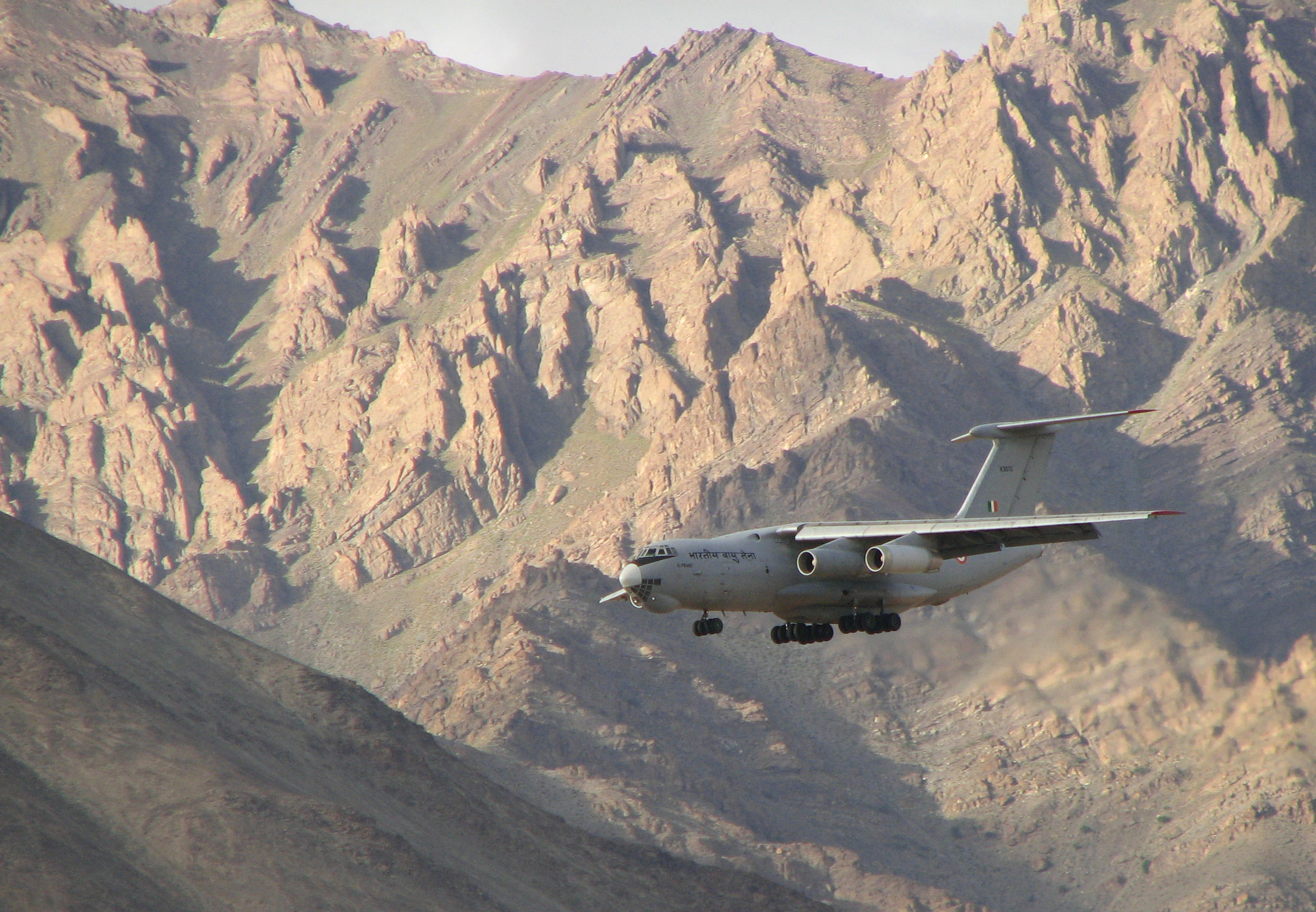
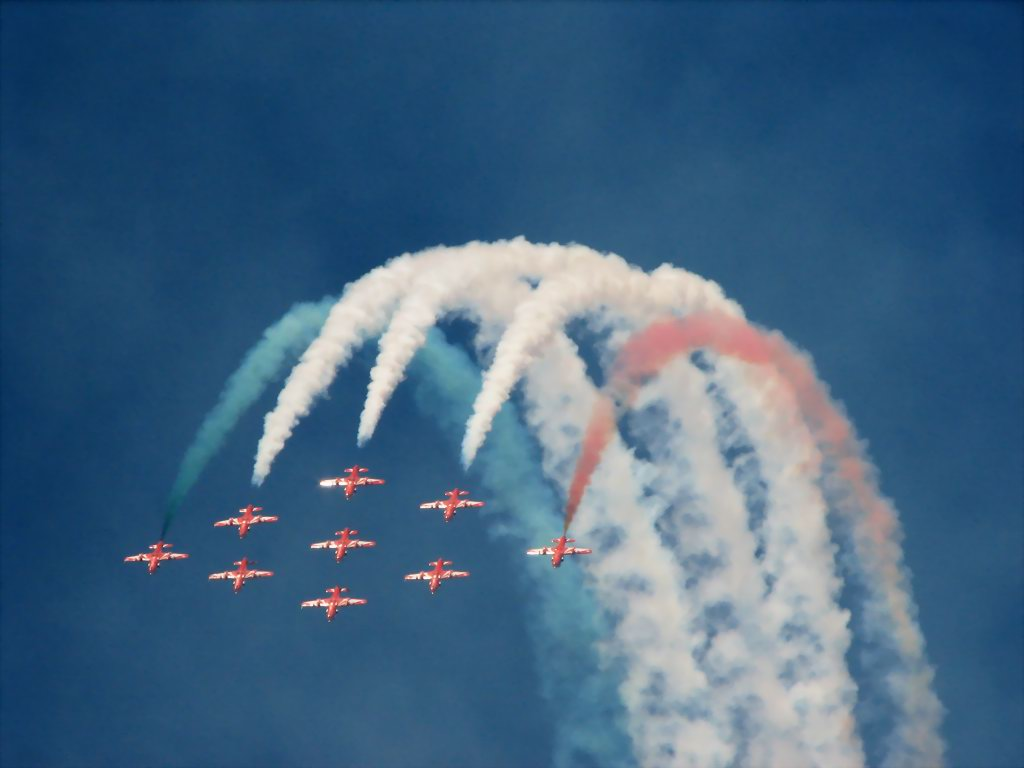
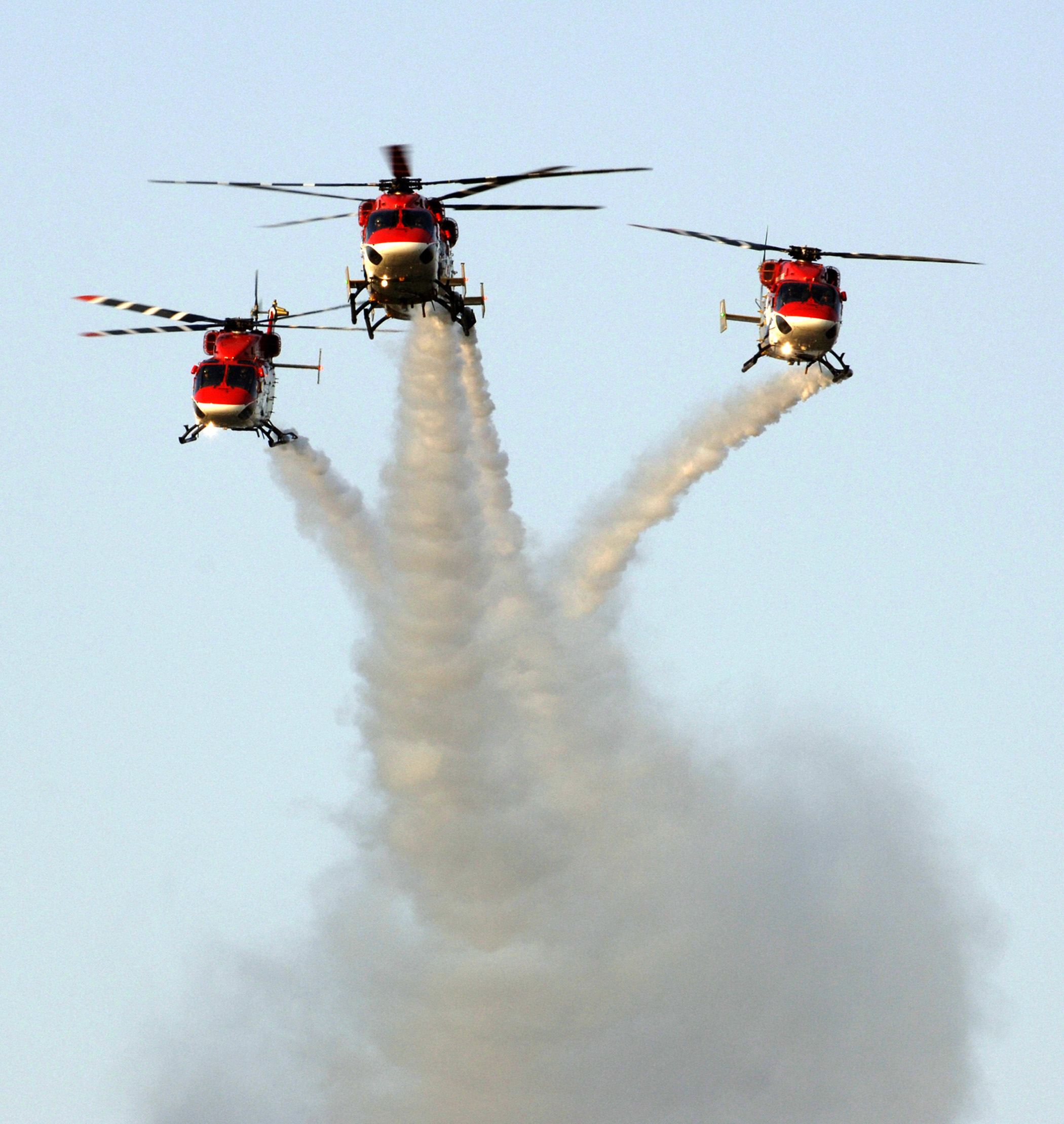

### Генералы и офицеры
| Категории               | Генералы                        | Генералы             | Генералы          | Генералы              | Генералы           |
| ----------------------- | ------------------------------- | -------------------- | ----------------- | --------------------- | ------------------ |
|                         |                                 |                      |                   |                       |                    |
| Индийское звание        | Marshal of the Indian Air Force | Air Chief Marshal    | Air Marshal       | Air Vice-Marshal      | Air Commodore      |
| Перевод                 | Маршал ВВС Индии                | Воздушный шеф-маршал | Воздушный маршал  | Воздушный вице-маршал | Воздушный коммодор |
| Российское соответствие | Маршал ВВС                      | Генерал армии        | Генерал-полковник | Генерал-лейтенант     | Генерал-майор      |

| Категории               | Старшие офицеры | Старшие офицеры | Старшие офицеры  | Младшие офицеры   | Младшие офицеры | Офицеры-кадеты    |
| ----------------------- | --------------- | --------------- | ---------------- | ----------------- | --------------- | ----------------- |
|                         |                 |                 |                  |                   |                 |                   |
| Индийское звание        | Group Captain   | Wing Commander  | Squadron Leader  | Flight Lieutenant | Flying Officer  | Pilot Officer     |
| Перевод                 | Капитан группы  | Командир крыла  | Лидер эскадрильи | Лётный лейтенант  | Летающий офицер | Пилот-офицер      |
| Российское соответствие | Полковник       | Подполковник    | Майор            | Капитан           | Лейтенант       | Младший лейтенант |

### Сержанты и солдаты
| Категории               | Подофицеры             | Подофицеры      | Подофицеры             | Сержанты | Сержанты        | Солдаты             | Солдаты     |
| ----------------------- | ---------------------- | --------------- | ---------------------- | -------- | --------------- | ------------------- | ----------- |
|                         |                        |                 |                        |          |                 |                     |             |
| Индийское звание        | Master Warrant Officer | Warrant Officer | Junior Warrant Officer | Sergeant | Corporal        | Leading Aircraftman | Aircraftman |
| Перевод                 | Мастер уорент-офицер   | Уорент-офицер   | Младший уорент-офицер  | Сержант  | Капрал          | Ведущий лётчик      | Лётчик      |
| Российское соответствие | Старший прапорщик      | Прапорщик       | Старшина               | Сержант  | Младший сержант | Ефрейтор            | Рядовой     |